# Monroe County (Missouri)
Das Monroe County ist ein County im US-amerikanischen Bundesstaat Missouri. Im Jahr 2020 hatte das County 8666 Einwohner und eine Bevölkerungsdichte von 5,2 Einwohnern pro Quadratkilometer. Der Verwaltungssitz (County Seat) ist Paris.

## Geografie
Das County liegt im mittleren Norden von Missouri und ist im Osten etwa 50 km von dem US-Bundesstaat Illinois und dem Mississippi River entfernt. Es hat eine Fläche von 1736 Quadratkilometern, wovon 63 Quadratkilometer Wasserfläche sind. An das Monroe County grenzen folgende Nachbarcountys:
|                 | Shelby County  | Marion County |
| Randolph County |                | Ralls County  |
|                 | Audrain County |               |

## Geschichte

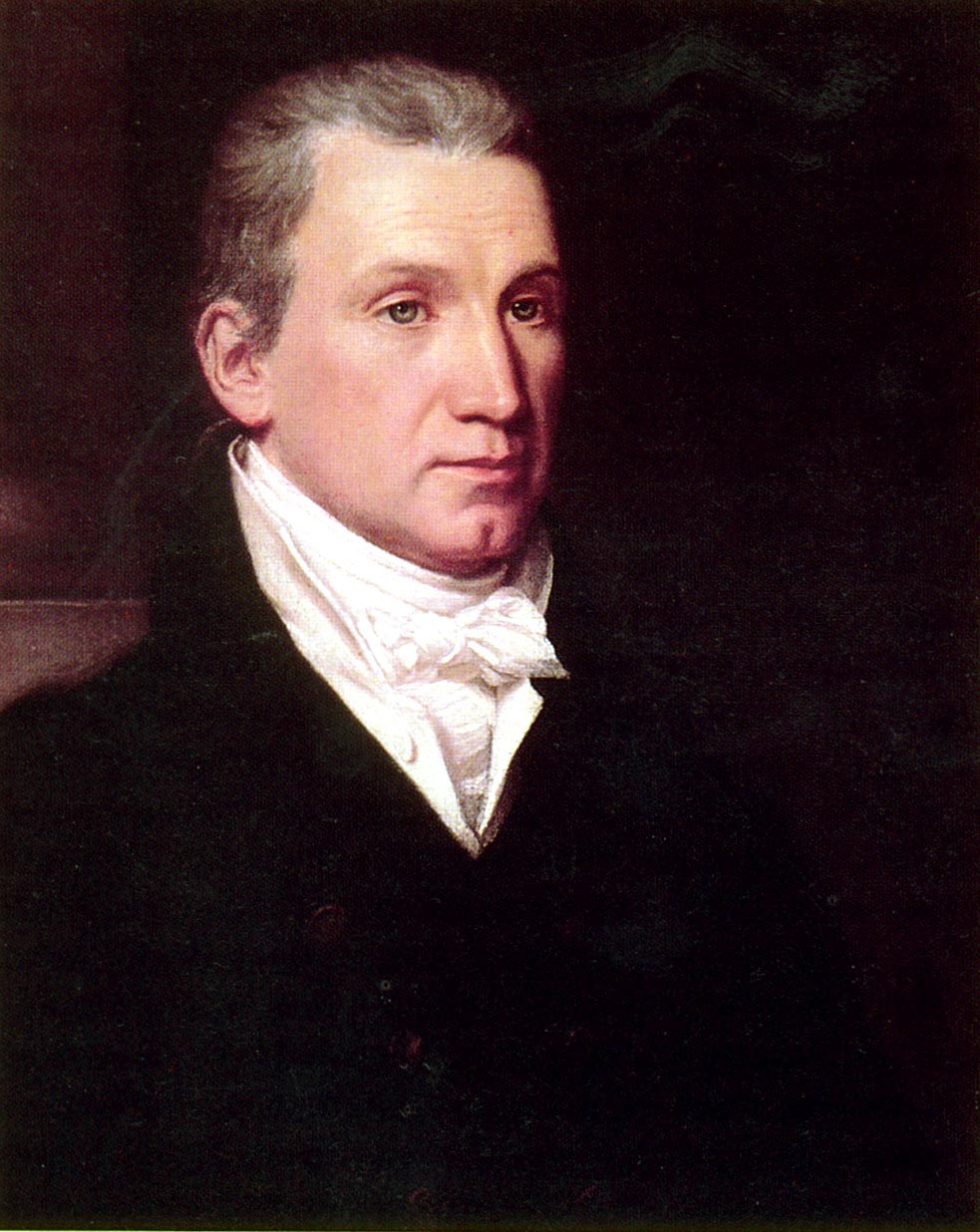
Monroe

Das Monroe County wurde am 6. Januar 1831 aus Teilen des Ralls County gebildet. Benannt wurde es nach dem fünften US-Präsidenten James Monroe (1758–1831).

## Demografische Daten

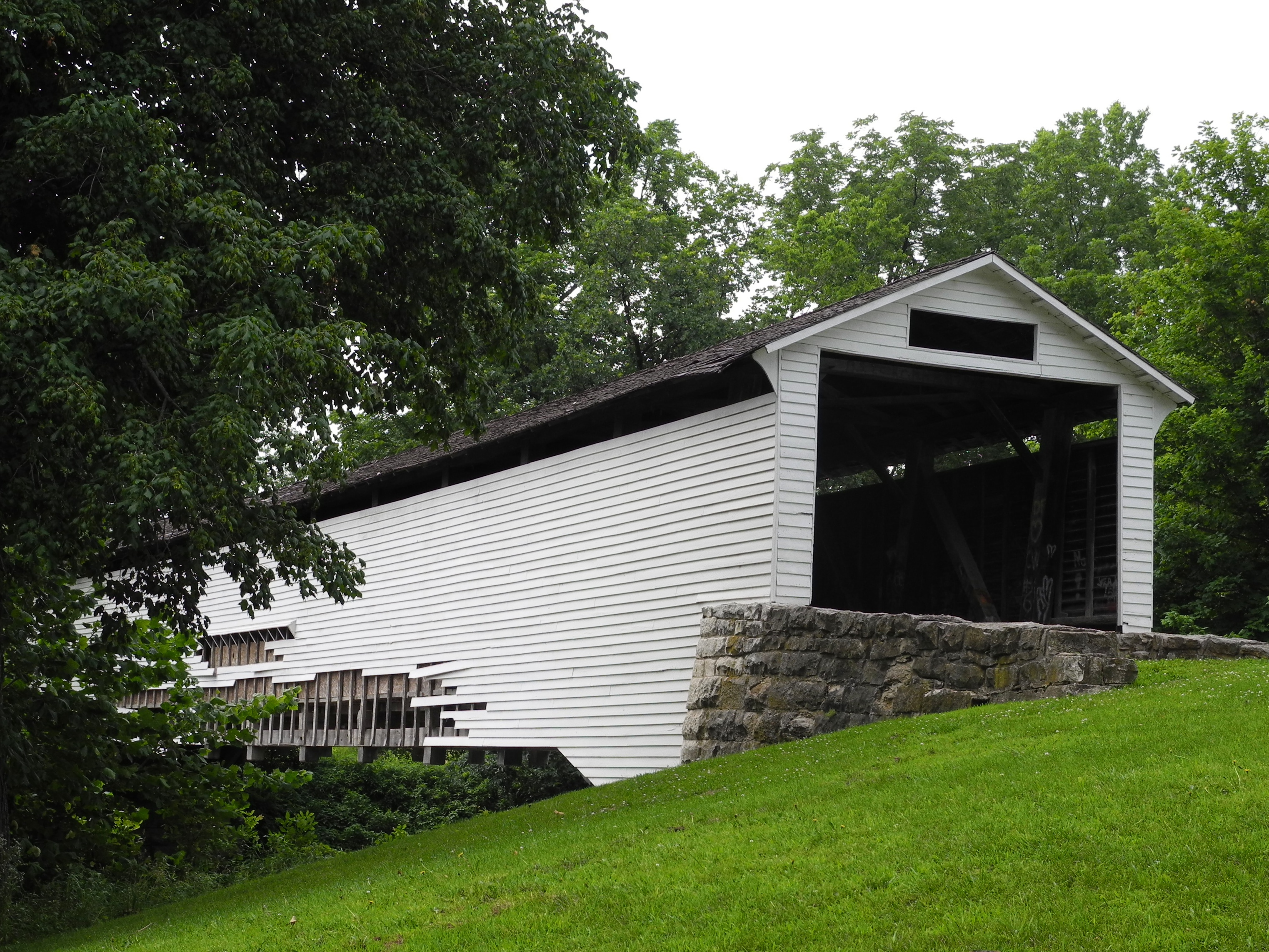
Die Union Covered Bridge in der Union Covered Bridge State Historic Site, gelistet im NRHP

Nach der Volkszählung im Jahr 2010 lebten im Monroe County 8840 Menschen in 3835 Haushalten. Die Bevölkerungsdichte betrug 5,3 Einwohner pro Quadratkilometer. In den 3835 Haushalten lebten statistisch je 2,31 Personen.
Ethnisch betrachtet setzte sich die Bevölkerung zusammen aus 95,0 Prozent Weißen, 3,2 Prozent Afroamerikanern, 0,3 Prozent amerikanischen Ureinwohnern, 0,3 Prozent Asiaten sowie aus anderen ethnischen Gruppen; 1,1 Prozent stammten von zwei oder mehr Ethnien ab. Unabhängig von der ethnischen Zugehörigkeit waren 0,9 Prozent der Bevölkerung spanischer oder lateinamerikanischer Abstammung.
22,6 Prozent der Bevölkerung waren unter 18 Jahre alt, 57,8 Prozent waren zwischen 18 und 64 und 19,6 Prozent waren 65 Jahre oder älter. 50,1 Prozent der Bevölkerung waren weiblich.

Das jährliche Durchschnittseinkommen eines Haushalts lag bei 38.750 USD. Das Pro-Kopf-Einkommen betrug 19.834 USD. 12,9 Prozent der Einwohner lebten unterhalb der Armutsgrenze.

## Ortschaften im Monroe County
Citys
- Madison
- Monroe City1
- Paris

Villages
- Florida
- Goss
- Holliday
- Stoutsville

Unincorporated Communities
| - Ash - Buzzards Roost - Clapper - Duncans Bridge | - Evansville - Fowkes - Granville - Indian Creek | - Leich Ford - Middle Grove - North Fork - Santa Fe | - Strother - Tulip - Victor - Woodlawn |

1 – teilweise im Marion und im Ralls County

## Gliederung
Das Monroe County ist in zehn Townships eingeteilt:
| Township              | Einwohner (2010) | FIPS     |
| --------------------- | ---------------- | -------- |
| Clay Township         | 301              | 29-14464 |
| Indian Creek Township | 160              | 29-35126 |
| Jackson Township      | 2416             | 29-35936 |
| Jefferson Township    | 428              | 29-36890 |
| Marion Township       | 1363             | 29-46100 |

| Township            | Einwohner (2010) | FIPS     |
| ------------------- | ---------------- | -------- |
| Monroe Township     | 2355             | 29-49358 |
| South Fork Township | 449              | 29-68798 |
| Union Township      | 850              | 29-74806 |
| Washington Township | 296              | 29-77596 |
| Woodlawn Township   | 222              | 29-80854 |